# Draparnaldia
Pour le genre de gastéropode, voir Draparnaudia.
Genre
Draparnaldia est un genre of d'algue verte d'eau douce classé dans la famille des Chaetophoraceae ;  Chaque filament algal est constitué d'une chaine linéaire de cellules en forme de tonnelets où les Chloroplastes forment une bande plus verte dans la partie centrale de chacune de ces cellules. La longueur des cellules de l'axe principal est généralement la même (qu'elles portent ou non des branches latérales). Les branches latérales se subdivisent en filaments se terminant chacun par un poil terminal (plus ou moins long selon l'espèce et l'environnement). 
La plante entière est enveloppée et protégée dans un mucilage lâche et glissant.

## Répartition
Le  Draparnaldia  est un genre cosmopolite à large distribution. 

Selon Herman S. Forest, du Club botanique des Appalaches du Sud, bien que peu commune cette algue est assez fréquemment trouvée pour figurer dans presque toutes les listes de flores locales d’algues vertes compilées. Une multitude d'espèces sont présentes dans le lac Baïkal, en Sibérie (décrites dans les années 1930 par Meyer et Jasnitzky).

## Habitats
Il s'agit généralement d'objets ou de substrats situés dans des eaux froides et aérées. 
L'algue est attachée au substrat (sable, gravier, galets, roches) ou pousse en épiphyte sur d'autres plantes aquatiques, par exemple dans des ruisseaux clairs.

## Classifications
Espèces : 
- Draparnaldia acuta
- Draparnaldia elongata
- Draparnaldia glomerata
- Draparnaldia iyengarii (décrite en 1979[3])
- Draparnaldia judayi
- Draparnaldia mutabilis
- Draparnaldia platyzonata

L'espèce-type est Draparnaldia mutabilis.
Une espèce du genre avait été placée et décrite dans l'herbier de Linné comme «Conferva Mutabilis» Roth en 1797. Aujourd'hui, le nom de genre «Conferva» n'est plus utilisée et l'espèce est décrite comme « Draparnaldia mutabilis » (Roth). Bory. Bory est ajouté en l'honneur du chercheur du même nom, sur la base de la description de laquelle le genre a été séparé des formes apparentes similaires.

## Morphologie
Les Draparnaldia se fixe au substrat par un thalle, et des rhizoïdes.

Elles se composent de filaments érigés et ramifiés entourés de mucilage mou. 

Les touffes de branches latérales apparaissent en alternance, opposées ou verticilles, toujours à partir des cellules de l'axe principal. Les chloroplastes ont tendance à former des bandes pariétales (c'est-à-dire dans la partie la plus large des cellules qui sont "en forme de tonneau"). Les extrémités"s des branches portent généralement de longs poils effilés. 
La morphologie générale de l'algue est très variable. dépendant de plusieurs conditions environnementales, à mesure qu'ils s'allongent, les chloroplastes disparaissent. Le développement de ces "cheveux" est influencé par les niveaux de phosphore, d'azote et de dioxyde de carbone ainsi que le degré de luminosité. Bien que la production de ces cheveux puisse être supprimée en conditions de laboratoire, ils sont toujours présents sur le terrain .
Zoospore : Ce sont des spores flagellées ovales, mobiles dans l'eau douce grâce à 4 flagelles, attirés par la lumière (la température optimale de l'eau pour leur production est de 17 °C pour Draparnaldia plumosa). Leur taille est d'environ  12 à 16 microns x 8 à 10 microns ; ils ont notamment été étudiés par L.N Johnson (1893) . son appareil flagellaire est du point de vue ultrastructural très similaire à celui de l'algue verte apparentée Uronema belkae avec lequel il a de nombreux points commun.

## Écologie
Draparnaldia fait partie du périphyton, généralement attaché au sable, au gravier ou à des morceaux de bois immergés ou au substrat rocheux. 
Ce genre d'algue peut être trouvé dans les cours d'eau, les fossés, les eaux de sources comme dans les eaux de lacs tourbeux peu profonds mais généralement seulement dans les eaux froides et douces. 
Les poils semblent utilisés par la plante pour absorber les nutriments dans son milieu ambiant. 
Dans les eaux oligotrophes (pauvres en nutriments), l'intensité de la formation des cheveux augmente. Il a été démontré que l'activité de la phosphatase est localisée sur les « poils » et peut être induite par une diminution des taux de phosphore.